# Orubica
Orubica (cyr. Орубица) – wieś w Bośni i Hercegowinie, w Republice Serbskiej, w gminie Gradiška. W 2013 roku liczyła 14 mieszkańców.